# Rüdiger Frank

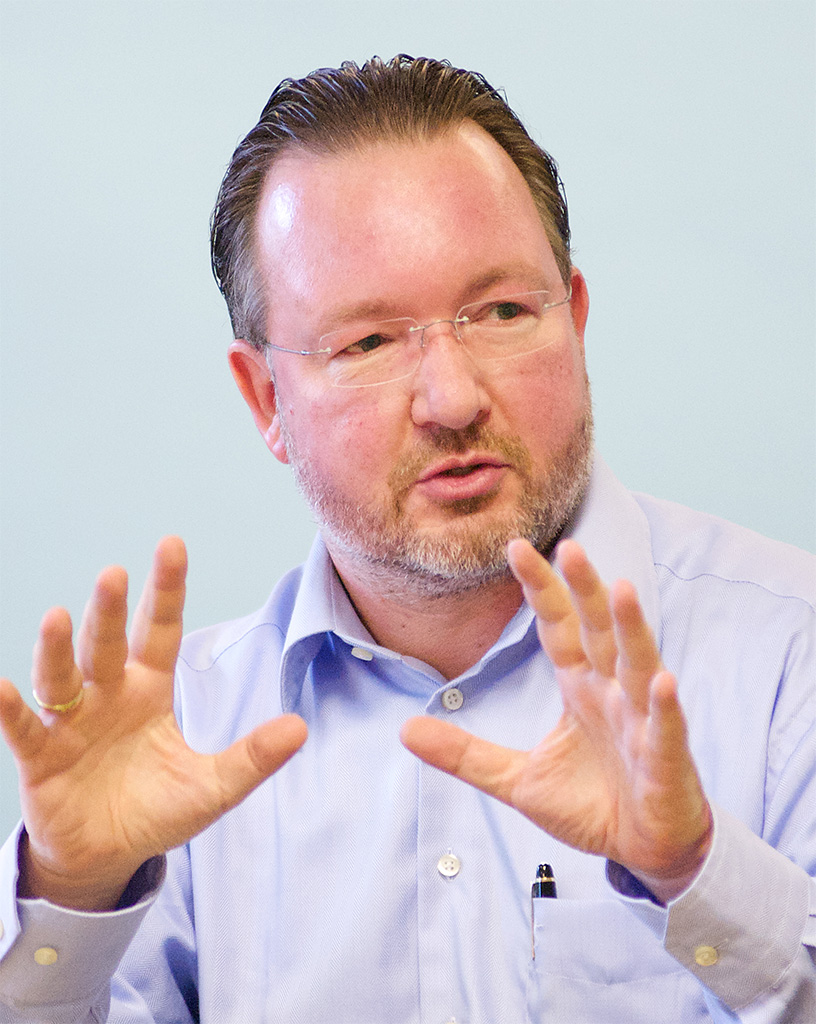
Rüdiger Frank (2014)

 Rüdiger Frank (* 1969 in Leipzig) ist ein deutscher Wirtschafts- und Ostasienwissenschaftler, der schwerpunktmäßig zu Nordkorea arbeitet.

## Leben
Frank wuchs in der DDR auf. Im Alter von 5 Jahren zog er mit seiner Familie für 4 Jahre in die Sowjetunion, sein Vater arbeitete dort in einem internationalen Forschungszentrum als Atomphysiker.
1991/92 verbrachte Frank ein vom Deutschen Akademischen Austauschdienst finanziertes einsemestriges Sprachstudium an der Kim-Il-sung-Universität im nordkoreanischen Pjöngjang. An der Humboldt-Universität zu Berlin studierte er Koreanistik mit Mentorin Helga Picht, sowie Volkswirtschaftslehre und Internationale Beziehungen. 1996 wurde er dort mit einer Dissertation über die Unterstützung der DDR beim Wiederaufbau der nordkoreanischen Stadt Hamhŭng zum Dr. rer. oec. promoviert. Seine Habilitationsschrift legte er 2003 zum Thema Deregulierung des Telekommunikationsmarktes in Südkorea an der Gerhard-Mercator-Universität in Duisburg vor.
Später lehrte Frank an der School of International and Public Affairs der Columbia University in New York. 2007 wurde er zum Professor für „East Asian Economy and Society“ an der Universität Wien berufen. Seit 2012 ist er ferner Vorstand des Instituts für Ostasienwissenschaften in Wien. Als außerplanmäßiger Professor ist Frank an der südkoreanischen Korea University sowie an der University of North Korean Studies (Kyungnam University) in Seoul tätig. Er besucht beide koreanischen Staaten regelmäßig und war Mitglied von EU-Delegationen.

## Tätigkeit
Franks Forschungsschwerpunkte liegen in der Transformation sozialistischer Systeme in Ostasien und Europa (mit Fokus auf Nordkorea), den Beziehungen und Interdependenzen von Staat und Unternehmen im ostasiatischen Raum sowie in der Analyse regionaler Integration in Ostasien. 2011 beriet er die Gruppe ehemaliger Staatsoberhäupter „The Elders“ um Jimmy Carter. Er ist Mitglied im Weltwirtschaftsforum. Von der Frankfurter Allgemeinen Zeitung wurde er im September 2013 einer der einflussreichsten Ökonomen Deutschlands genannt.

### Akademische Positionen
- Council Member, Association for Korean Studies in Europe
- Vorstandsmitglied, Österreichischer Universitätsprofessorenverband
- Mitherausgeber des European Journal of East Asian Studies
- Mitherausgeber der Buchreihe „Korea: Politics, Economy, Society“
- Member of the Board of Editors, Brill’s Korean Studies Library
- Mitglied des wissenschaftlichen Beirates für Korea und Japan, Deutsche Gesellschaft für Asienkunde
- Associate, The Asia Pacific Journal aka Japan Focus

## Werke (Auswahl)
- Die DDR und Nordkorea. Der Wiederaufbau der Stadt Hamhùng von 1954–1962. Shaker Verlag, Aachen 1996, ISBN 3-8265-5472-8.
- mit Patrick Köllner: Politik und Wirtschaft in Südkorea. Institut für Asienkunde, Hamburg 1999, ISBN 3-88910-215-8.
- EU-North Korean Relations. No Effort Without Reason. In: International Journal of Korean Unification Studies. Band 11/2. Korea Institute of National Unification, Seoul 2002, S. 87–119.
- Nordkorea: Zwischen Stagnation und Veränderungsdruck. In: Einführung in die politischen Systeme Ostasiens. Verlag für Sozialwissenschaften, Wiesbaden 2003, ISBN 3-322-86664-5, S. 271–325.
- Regulierung in der Republik Korea. Kennzeichen und Reformen am Beispiel des Telekommunikationssektors. Peter Lang, Frankfurt am Main 2003, ISBN 3-631-51038-1.
- Can Economic Theory Demystify North Korea? In: Korea Review of International Studies. Vol. 9, Nr. 1. Global Research Institute, Korea University, Seoul 2003.
- Failure or Success of a Hybrid System? In: Nautilus Institute Policy Forum Online. 10. Februar 2005.
- Economic Reforms in North Korea(1998–2004): Systemic Restrictions, Quantitative Analysis, Ideological Background. In: Journal of the Asia Pacific Economy. Vol. 10, Nr. 3. Routledge, August 2005, S. 278–311.
- Classical Socialism in North Korea and its Transformation: The Role and the Future of Agriculture. In: Harvard Asia Quarterly. Vol. X, Nr. 2, 2006 (asiaquarterly.com [abgerufen am 21. Januar 2015]).
- Lessons from the Past: The First Wave of Developmental Assistance to North Korea and the German Reconstruction of Hamhùng. In: Pacific Focus. Vol. XXIII, Nr. 1, April 2008, S. 46–74.
- Analyzing North Korea: Big Wheel Turning. In: The World Today. Vol. 7. Chatham House, London 2008, S. 28–29.
- Ideological Risk versus Economic Necessity: The Future of Reform in North Korea. In: The Asia-Pacific Journal. korrigierte und erweiterte Auflage. Vol. 30, Nr. 4, 27. Juli 2009.
- Money in Socialist Economies: The Case of North Korea. In: The Asia-Pacific Journal. 22. Februar 2010.
- mit Jim Hoare, Patrick Köllner und Susan Pares: Korea 2012. Politics, Economy and Society. Brill, 2012.
- Nordkorea: Innenansichten eines totalen Staates. Deutsche Verlags-Anstalt, München 2014, ISBN 978-3-421-04641-3.
- Unterwegs in Nordkorea: Eine Gratwanderung. Deutsche Verlags-Anstalt, München 2018, ISBN 978-3-421-04761-8.